# Amalia Pesce
Amalia Pesce de Fagonde (Lomas de Zamora, 14 de febrero de 1906-Buenos Aires, agosto de 1985) fue una médica veterinaria argentina, la primera mujer en graduarse como médica veterinaria en Argentina y Sudamérica. Se dedicó a la microbiología, trabajó en la Sección Patología Animal del Ministerio de Agricultura y Ganadería de la Nación, donde fue pionera en su campo, creando el primer laboratorio de organismos anaerobios. 

## Biografía
Hija de Emilia Poggio y Luis Pesce, nació el 14 de febrero de 1906 en la localidad de Lomas de Zamora, y quedó huérfana a la edad de diecisiete años.
Por ser del sexo femenino, debió soportar diversas manifestaciones de sexismo desde sus inicios. Cuando fue a inscribirse en la Escuela de Veterinaria de la Facultad de Agronomía y Veterinaria de la Universidad de Buenos Aires el 23 de febrero de 1927, «al ser la primera mujer en solicitar la inscripción»  recibió la sugerencia de que «se anote en la Escuela de Agronomía debido a que el estudio de la carrera de veterinaria no le iba a resultar fácil y por que la actividad que desarrolla un profesional veterinario no era propio de una mujer». Según registros de la época «Las primeras alumnas se encontraron con un ambiente que en muchos casos les fue hostil. No todos los profesores veían con buenos ojos perder el tiempo enseñándole a mujeres y más de uno maldecía por lo bajo por no poder expresarse abiertamente entre hombres o tener que enseñar temas ríspidos para la época como podían ser los relacionados con los aparatos genitales de los animales. Hasta se llegaba el caso de que en algunas materias –Obstetricia, por ejemplo– se eximía a las mujeres de realizar determinadas maniobras en los exámenes».
Se recibió de médica veterinaria en julio del año 1936, convirtiéndose en la primera mujer veterinaria en Argentina y Sudamérica. Su graduación se considera «un hecho trascendente, no solo para la veterinaria argentina sino también para la de toda Latinoamérica».
Los sesgos de género la acompañaron, ya graduada, a lo largo de su carrera profesional:

Cuando se anotó en el concurso para Directora del Departamento de Infecciosas del naciente INTA,  una de las máximas autoridades le hizo notar que su condición de mujer no era todavía bien vista para ocupar el cargo que pretendía, pero que estuviera atenta porque quien iba a ser designado pronto realizaría un viaje al exterior por lo que ella podría reemplazarlo. La Doctora Pesce le respondió entonces: que no lo hiciera tan rápido pues no creía tener tiempo suficiente para cambiar de sexo.

Su campo disciplinar fue la microbiología. Se desempeñó en el Ministerio de Agricultura y Ganadería de la Nación, donde creó el primer laboratorio de organismos anaerobios dentro de la sección de Patología animal. También se desempeñó en el Instituto Nacional de Tecnología Agropecuaria (INTA) de Castelar. Fue becada por el gobierno francés en el Instituto Pasteur de París. Por su conocimiento sobre los gérmenes anaerobios fue miembro de la comisión permanente de la OIE en París para el estudio de las enfermedades causadas por este tipo de gérmenes.
Posteriormente, ya en Argentina, se dedicó al estudio de los sueros y vacunas. Se integró en el INTA y luego en el Servicio Nacional de Sanidad Animal (Senasa). En la historia de las mujeres veterinarias, al igual que en otras profesiones de corte científico o técnico, existió un sesgo de género se conoce como segregación horizontal: las primeras graduadas en veterinarias se dedicaban a la docencia, o bien se desempeñaban en organismos públicos, especialmente en laboratorios.
Jubilada en 1982, falleció en Buenos Aires en agosto de 1985 por una neumonía resistente a los antibióticos.

## Vida personal
El 19 de abril de 1930, contrajo matrimonio con Raúl Fagonde, situación que generó un alejamiento temporal de las aulas que extendió la duración de sus estudios universitarios. Poco tiempo después se recibiría también de Profesora de Italiano. Se ganó el cariño de sus compañeros de estudios  y quienes la conocieron resaltan la calidad humana de Amalita.

## Distinciones
La diputada por el Frente de Todos Soledad Antonia Alonso presentó el proyecto para homenajear a Amalia Pesce como primera graduada argentina en Veterinaria, en el marco del reconocimiento a la mujer trabajadora, proyecto que tomó estado parlamentario en marzo de 2021. La Honorable Cámara de Diputados de la Provincia de Buenos Aires declaró el reconocimiento a Amalia Pesce en reconocimiento al mes de la mujer:

Por ser un ejemplo de lucha, y una referente para muchas mujeres que debieron forjarse un destino en un mundo no preparado para la figura femenina, es que conmemoramos a Amalia y a todas aquellas mujeres que contribuyeron a un mundo más igualitario e inclusivo.

En varias oportunidades también fue homenajeada por la Facultad de Ciencias Veterinarias de la Universidad de Buenos Aires.